# Aitona
Aitona är en ort och kommun i provinsen Lleida i den autonoma regionen Katalonien i nordöstra Spanien. Den ligger cirka 19,5 kilometer sydväst om Lleida. Kommunen har 2 603 invånare (2024), på en yta av 66,86 km².